# Björn Bauer
Björn Bauer (* 1977) ist ein ehemaliger deutscher Basketballspieler.

## Werdegang
Bauer, ein 1,92 Meter großer Flügelspieler, bestritt in der Saison 1996/97 fünf Spiele in der Basketball-Bundesliga für die SG Braunschweig. Im Spieljahr 1997/98 kam in derselben Liga ein weiterer Einsatz hinzu. Er war mit einem Zweitspielrecht für zusätzliche Einsätze im Amateurbereich ausgestattet. Später spielte er beim FC Bayern München in der 2. Basketball-Bundesliga.